# Michael J. Weithorn

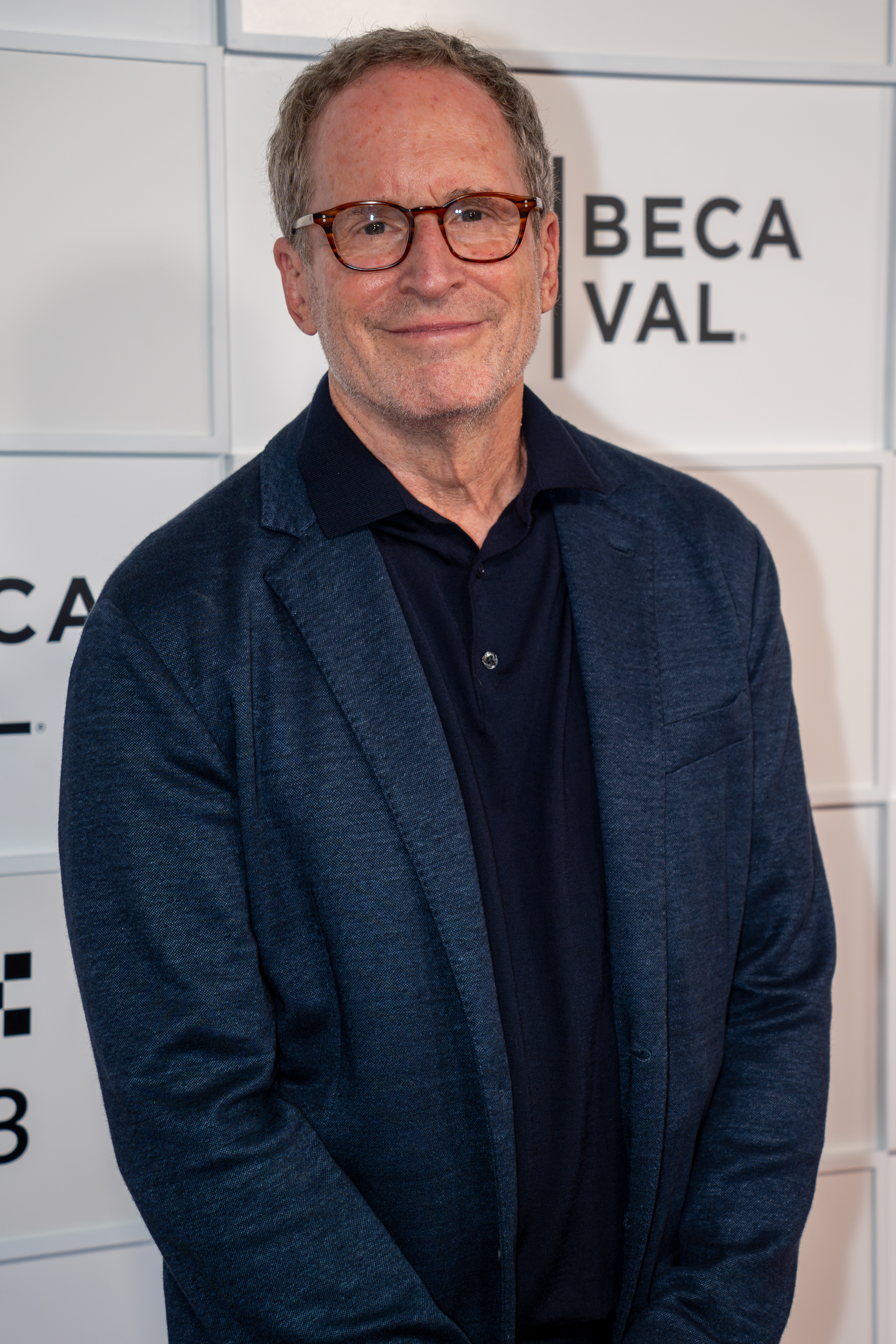
Michael J. Weithorn (2025)

Michael J. Weithorn (* 17. Dezember 1956 in Queens, New York City) ist ein US-amerikanischer Autor, Regisseur und Produzent, bekannt für seine Arbeit an der Sitcom King of Queens.

## Leben und Karriere
Weithorn wurde in Queens, New York City geboren. 1978 schloss er das Swarthmore College in Swarthmore, Pennsylvania mit einem Bachelor of Arts in Politikwissenschaften ab. Nach seinem Umzug nach Los Angeles 1978 unterrichtete er drei Jahre an der Highschool. Das erste Mal als Autor war er 1981 für die TV-Serie Benson tätig. 1982 entschied Weithorn sich gegen einen Job als Schreiber für Late Night with David Letterman um mit dem Produzenten Gary David Goldberg an Goldbergs neuer Serie Familienbande zu arbeiten. Von 1982 bis 1986 war Weithorn als Story-Berater und Produzent für 102 Folgen von Familienbande tätig und schrieb 26 der Folgen während seiner Laufbahn bei der Show. Zur gleichen Zeit schrieb er Episoden für andere Fernsehsendungen, darunter Cheers.
Nach seinem Ausscheiden aus Familienbande im Jahr 1986 begann er, eigene Fernsehserien zu kreieren, darunter The Pursuit of Happiness (1987), True Colors (1990–1992), South Central (1994) und Ned and Stacey (1995–1997). 1998 schuf er mit David Litt die Sitcom King of Queens. Die Show lief bis 2007, als Weithorn die letzte einstündige Folge „China-Syndrom“ schrieb.
Im Jahr 2006 kreierte er zusammen mit Nick Bakay die Comedy Central Zeichentrickserie The Adventures of Baxter and McGuire, die ebenfalls auf dem Sundance Film Festival gezeigt wurde. Im Jahr 2010 schrieb und inszenierte er den Spielfilm A Little Help mit Jenna Fischer, Chris O’Donnell und Rob Benedict.
Im Jahr 2015 kreierte und produzierte Weithorn die kurzlebige Fox Midseason Sitcom Weird Loners mit Becki Newton und Zachary Knighton.

## Auszeichnungen
Weithorn wurde mehrfach für seine Arbeit gewürdigt, darunter fünf Emmy-Nominierungen. 1984 wurde er für seine Arbeit an Familienbande zusammen mit den anderen Produzenten für einen Emmy nominiert. Ein Jahr später wurde er erneut für Familienbande nominiert, beide Male in der Kategorie Outstanding Comedy Series. 
1986 erhielt er zwei weitere Emmynominierungen, erneut für Familienbande, zum einen für die Produktion und  zum anderen in der Kategorie Outstanding Writing In A Comedy Series. 1989 wurde er für einen weiteren Emmy für seine Arbeit an der TV-Serie Wunderbare Jahre nominiert. Im Jahr 2007 wurde er für einen Daytime Emmy für das beste herausragende Breitbandprogramm nominiert – Comedy für The Adventures of Baxter and McGuire. Im Jahr 2010 war sein Film A Little Help der Gewinner des besten Spielfilms auf mehreren großen Filmfestivals.
Er gewann 1985 einen Writer’s Guild of America Award für seine Arbeit an einer Folge von Cheers.

## Hintergrund
Weithorn war Teil einer Gruppe von Freunden, die sich am Swarthmore College trafen und nach Westen kamen, um Teil der Unterhaltungsindustrie zu sein: Neal Marlens und Carol Black (Wunderbare Jahre (The Wonder Years), Unser lautes Heim (Growing Pains)) und der verstorbene Filmproduzent Robert Newmyer (Sex, Lügen und Video (Sex, Lies, and Videotape), Training Day).